# Équipe de Zambie masculine de volley-ball
L'équipe de Zambie de volley-ball  est l'équipe nationale qui représente la Zambie dans les compétitions internationales de volley-ball.
La sélection est sixième du Championnat d'Afrique masculin de volley-ball 1989 et huitième du Championnat d'Afrique masculin de volley-ball 1991.
Les Zambiens participent également aux Jeux africains de 1991 et sont éliminés en poules des Jeux africains de 1999.